# Dongchimi
Il dongchimi (동치미?, 冬치미?, tongchi'miMR) è una varietà acquosa di kimchi.

## Preparazione
Consiste di ravanello coreano, cavolo napa, scalogno, peperoncino verde sottaceto, zenzero e pera coreana impilati in un contenitore e lasciati fermentare per alcune settimane coperti da una salamoia acquosa. Le provincie di Hamgyong e Pyongan in Corea del Nord sono note per il loro dongchimi.

## Varianti
- Baechu dongchimi (배추동치미?): ravanello coreano e cavolo napa ripieni di ravanelli a julienne, erba cipollina, peperoni rossi, aglio e zenzero marinati in salamoia. Prima della fermentazione si aggiunge del brodo di alghe per conferirgli un sapore intenso;[3]
- Daenamu dongchimi (대나무동치미?): specialità del Jeolla Meridionale, ha come ingrediente principale le foglie di bambù, che gli conferiscono maggior consistenza e un gusto fresco e pulito. Fermenta più a lungo a causa del basso contenuto di sodio, ma può essere conservato per più tempo;[4]
- Gungjung dongchimi (궁중 동치미?): realizzato con ravanelli, yuzu, melograno e pere.[5]

## Consumo
Viene tradizionalmente consumato durante la stagione invernale, accompagnato da juk di fagioli rossi, naengmyeon, tteok e batate al vapore, di cui bilancia il sapore intenso. Secondo la credenza popolare, avvalorata anche dal Dong-ui bogam, uno dei testi medici più noti del periodo Joseon, è un rimedio per l'indigestione e il mal di stomaco. Il suo liquido serve anche da brodo per un piatto di noodle freddi chiamato dongchimi guksu e per i naengmyeon.